# Cheetah Chrome
 (avril 2016).
Cheetah Chrome (né Eugene O'Connor, le 18 février 1955 à Cleveland, Ohio) est un guitariste punk américain, figure du Cleveland-punk et ensuite de la première scène new-yorkaise, avec Rocket from the Tombs et The Dead Boys.

## Biographie
De son vrai nom Gene O'Connor, il est né à Cleveland (Ohio). Tout comme Richard Hell, sa dégaine inspira beaucoup l'iconographie punk des débuts (torse nu sans pilosité et peinturluré, cheveux hérissés, collier de chien etc.).
Il aurait obtenu sa première guitare pour Noël après avoir vu les Beatles au Ed Sullivan mais son inspiration majeure d'adolescent fut la chanson "Born to Be Wild" de Steppenwolf.
Il a commencé à jouer au début des années 1970, dans des groupes de reprises avec le batteur John Madansky ("Johnny Blitz").
Par l'intermédiaire d'une petite annonce, ils rencontrèrent Peter Laughner et se joignirent à ses Rocket from the Tombs. Il compose au sein de ce groupe, avec David Thomas, la chanson iconique du punk rock Sonic Reducer, reprise et popularisée ultérieurement par les Dead Boys,.
À la séparation du groupe, Chrome, Blitz et le chanteur Steve Bator ("Stiv Bators"), formèrent un groupe appelé "Frankenstein" qui ne dura que quelques mois. Avec le guitariste William Wilden ("Jimmy Zero") et le bassiste Jeff Halmagy ("Jeff Magnum") ils créèrent The Dead Boys. Le groupe joua au club CBGB de New York et fut signé chez Sire Records en 1977. Ils réalisèrent un deuxième album avant de se séparer en 1980 (et de se retrouver occasionnellement dans les années 1980).
Cheetah Chrome a joué et enregistré occasionnellement avec Jeff Dahl de The Angry Samoans, tourné avec Nico et fait quelques apparitions avec son groupe les Ghetto Dogs (et sorti un disque Cheetah Chrome & The Ghetto Dogs)
Au milieu des années 1990, il a déménagé à Nashville, enregistré un album inédit en 1996 produit par Genya Ravan et fait des tournées régulières. Un concert à Detroit en 1999 est sorti en album en 2000 (Alive in Detroit).
Rocket from the Tombs s'est reformé un temps en 2003, avec David Thomas, Cheetah Chrome, et Craig Bell, rejoints par le guitariste Richard Lloyd (guitare) et Steve Mehlman (batterie). Le 10 juin 2003, ils jouèrent un concert à la radio dans l'émission de Brian Turner sur WFMU. En 2004, Smog Veil et Morphius sortirent Rocket Redux, des originaux de Rocket From The Tombs joués en studio par le groupe de 2003. En 2006, le groupe devait se reformer pour enregistrer des titres nouveaux et il a fait une tournée d'été. De même, les Dead Boys Cheetah Chrome, Jimmy Zero, Johnny Blitz et Jeff Magnum devaient tourner au Canada au printemps 2006, selon Billboard.com. En 2006 et 2007, Chrome a joué dans une reformation du groupe Dead City.
En juin 2007, Chrome a fait quelques dates canadiennes accompagné par un groupe de Toronto, The Screwed (Cleave Anderson, John Borra, Steve Koch et Steve Saint). En 2010, un maxi de Batusis, groupe avec Sylvain Sylvain des New York Dolls est sorti sur Smog Veil.
En 2007, il propose une leçon de guitare de "Sony Reducer" sponsorisée par la marque de guitares Gibson.
Il a aussi rejoint le label Plowboy records, une émanation de la succession du chanteur de country Eddy Arnold, conjointement avec Shannon Pollard le petit-fils de ce dernier et avec l'historien de la country Don Cusic (en).

## Varia
- Sa mort a été annoncée par un journal new-yorkais et il la dément sur son album live.
- Il a été le sujet d'une chanson de Tommy Womack en 1998 sur l'album Positively NaNA ("Whatever Happened to Cheetah Chrome?" -"the man with the orange Dead Boys dome?").
- Un groupe italien s'appelle Cheetah Chrome Motherfuckers.
- Dans le film CBGB de 2013, réalisé par Randall Miller à propos de l'histoire de ce club rock new-yorkais, le rôle de Cheetah Chrome est tenu par Rupert Grint (qui jouait le rouquin Ron Weasley dans la saga cinématographique Harry Potter).

## Discographie
- Voir les pages Rocket from the Tombs et The Dead Boys.
- 1979, Cheetah Chrome, Still Wanna Die, 45 tours, Ork Records, NYC5.
- 1989, Cheetah Chrome & Jeff Dahl, Still Wanna Die, 45 Tours, Sftri.
- 1993, Cheetah Chrome & The Ghetto Dogs, Get Hip Recordings, GH1013, Vinyl, 10", EP 4 titres (enregistré en 1987).
- 1995, Cheetah Chrome & Mike Hudson, Downtown Beirut, OR Records, OR-008.
- 2000, Alive in Detroit, cd, DUI, DUI 003.
- 2006, Dead City, The Dead Sessions - Featuring Cheetah Chrome, cd, Incas Records.
- 2010, Batusis, Batusis, CDEP et Maxi 45 tours, Smog Veil Records, SV 95, 2010. (Gene O'Connor, Sylvain Mizrahi c'est-à-dire Sylvain Sylvain)